# Nadia Hilker
Nadia Hilker (Monaco di Baviera, 1º dicembre 1988) è un'attrice e modella tedesca.

## Biografia
Nadia si fa conoscere nel 2014 quando interpreta il ruolo della protagonista Louise nel film horror Spring. Dal 2016 al 2017 ha interpretato la guerriera Luna nella serie televisiva distopica della The CW The 100. Dal 2018 al 2022 ha interpretato Magna, parte del cast principale nella serie televisiva post-apocalittica The Walking Dead.

## Filmografia

### Cinema
- Spring, regia di Justin Benson e Aaron Moorhead (2014)
- The Divergent Series: Allegiant, regia di Robert Schwentke (2016)
- Autobahn - Fuori controllo (Collide), regia di Eran Creevy (2016)

### Televisione
- Zimmer mit Tante, regia di Thomas Kronthaler – film TV (2010)
- Die Route, regia di Florian Froschmayer – film TV (2010)
- Soko 5113 (SOKO München) – serie TV, episodi 36x06-38x06 (2010-2012)
- Squadra Speciale Cobra 11 (Alarm für Cobra 11 – Die Autobahnpolizei) – serie TV, episodi 15x02-18x01 (2010-2014)
- Für immer 30, regia di Andi Niessner – film TV (2011)
- Squadra Speciale Stoccarda (SOKO Stuttgart) – serie TV, episodi 3x12-6x15 (2011-2015)
- Rosamunde Pilcher - Quattro sfumature d'amore (Rosamunde Pilcher) – serie TV, 2 episodi (2012)
- Last Cop - L'ultimo sbirro (Der letzte Bulle) – serie TV, episodio 3x12 (2012)
- L'altra moglie (The Other Wife), regia di Giles Foster – miniserie TV, 2 episodi (2012)
- München 7 – serie TV, episodio 4x02 (2013)
- Frühling – serie TV, episodio 4x01 (2015)
- Huck – serie TV, episodio 1x01 (2015)
- Breed, regia di Scott Winant – film TV (2015)
- The 100 – serie TV, 7 episodi (2016-2017)
- The Walking Dead – serie TV, 56 episodi (2018-2022)
- The Twilight Zone – serie TV, episodio 2x06 (2020)

### Cortometraggi
- Achttausend, regia di Simon-Niklas Scheuring (2013)
- In der Galerie, regia di Kai Sitter e Denis Pevtsov (2014)
- Evan, ti odio! (Evan, I hate you!), regia di Luke Luganis (2014)

## Riconoscimenti
- Fright Meter Award
  - 2015 – Premio alla miglior attrice per Spring
- CinEuphoria Awards
  - 2020 – Premio al miglior cast per The Walking Dead

## Doppiatrici italiane
Nelle versioni in italiano delle opere in cui ha recitato, Nadia Hilker è stata doppiata da:
- Chiara Gioncardi[1] in Squadra Speciale Cobra 11[2]
- Perla Liberatori[3] in Spring
- Federica De Bortoli[4] in The Divergent Series: Allegiant[5]
- Barbara Salvucci[6] in Autobahn - Fuori controllo[7]
- Francesca Manicone[8] in The 100[9]
- Valentina Favazza[10] in The Walking Dead (ep.9x05-9x08)[11]
- Barbara Pitotti[12] in The Walking Dead[11]